# 楠峰
45°19′35″N 06°44′29″E / 45.32639°N 6.74139°E
楠峰（法語：Dôme des Nants），是法國的山峰，位於該國東北部奧文尼-隆-阿爾卑斯大區，由薩瓦省負責管轄，屬於瓦努瓦斯山的一部分，海拔高度3,570米，每年平均降雨量1,479毫米。